# Constantin Cristescu

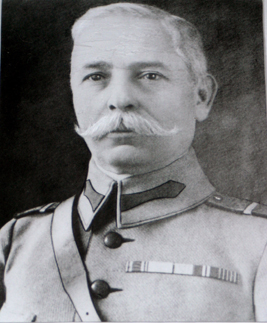
Constantin Cristescu

Constantin Cristescu (* 2. Dezember 1866 in Păduresţi am Argeş; † 9. Mai 1923 in Bukarest) war ein rumänischer General. Im Ersten Weltkrieg wirkte er abwechselnd als Armeeführer und Generalstabschef.

## Leben
Cristescu besuchte um 1890 in Frankreich die École polytechnique, im Anschluss die Artillerieschule von Fontainebleau und bis 1894 die höhere Kriegsschule in Paris. Cristescu war von 1910 bis 1912 Direktor der Höheren Kriegsschule in Bukarest.
Er übernahm als Nachfolger von General Averescu am 2. Dezember 1913 erstmals die Position eines Generalstabschef der rumänischen Armee. Er hatte in dieser Funktion Einfluss auf die Operationen der Serben im Zweiten Balkankrieg und zusammen mit seinem Nachfolger General Vasile Zottu beim Eintritt Rumäniens in den Ersten Weltkrieg. Nach dem Scheitern der großangelegten Invasion in Siebenbürgen verlor er an Rückhalt. Im September 1916 fungierte er kurzfristig als Stabschef der geschlagenen rumänischen 3. Armee und nach deren Auflösung in der gleichen Position bei der 2. Armee und der Heeresgruppe Averescu. Ende November 1916 wurde er als Nachfolger von Constantin Prezan zum Befehlshaber der in den östlichen Waldkarpaten stehenden 4. (Nord)-Armee ernannt worden.
Im Juni 1917 wurde er zum Befehlshaber der rumänischen 1. Armee bestellt. Auf Ersuchen der Russen übernahm er während der Sommerschlachten 1917 am Dnjestr-Abschnitt den Oberbefehl. Am 6. August 1917 begann in der Schlacht bei Mărăşeşti ein erfolgloser Gegenangriff der Mittelmächte. Die gegenüber liegende rumänische 1. Armee hielt bis zum 30. August ihre Stellungen, erst dann konnte die Armeegruppe Gerok etwa 2–6 km tief in die rumänische Front einbrechen. In mehrtägigen, hin und her wogenden Kämpfen mit dem deutschen I. Reservekorps (Gruppe Morgen) zeichnete sich ein rumänischer Abwehrerfolg ab. Der neu ernannte Armeeführer Generalmajor Jeremia Grigorescu, bisheriger Führer des rumänischen VI. Korps, unterstützte die russischen Truppen am westlichen Ufer des Flusses.
Nachdem Rumänien am 5. März 1918 in Buftea mit den Mittelmächten einen vorläufigen Friedensvertrag eingehen musste, wurde Cristescu am 1. April neuerlich als Chef des Generalstabs eingesetzt. Als am Ende des Weltkrieges der für die Neutralität eintretende Premier Marghiloman zum Rücktritt gezwungen war, musste Cristescu seine Position im Oberkommando erneut räumen. Am 1. April 1920 besetzte er die Stellung nochmals und starb während im Amt im Mai 1923.